# Modupe Oshikoya
Modupe Oshikoya (sinh ngày 2 tháng 5 năm 1954) là một cựu vận động viên điền kinh và điền kinh đến từ Nigeria, người đã tham gia cuộc đua nước rút của phụ nữ và các sự kiện nhảy xa trong sự nghiệp của mình. Bà là một Olympian một lần (năm 1972), và cũng đã tham gia cuộc thi bảy môn phối hơpk. Oshikoya giành được tổng số năm huy chương vàng tại Thế vận hội toàn châu Phi (năm 1973 và 1978). Oshikoya đã thi đấu và giành giải Vàng cho Đại học của mình ở Hoa Kỳ, UCLA ở nội dung 100 mét, Nhảy xa, vượt rào 100 mét và bảy môn phối hợp tại giải vô địch NCAA năm 1982.